# Roslagen
Roslagen er i Sverige i dag navnet på skærgården ud for Upplands kyst og fastlandet langs kysten.
Der er ingen entydige grænser for Roslagen, der omtrent omfatter området fra og med Danderyd i syd til og med Östhammar i nord. I en anden definition har Roslagen mindre udstrækning og omfatter kun Vaxholms, Österåkers, Norrtälje og Östhammars kommuner.
Den bredere definition styrkes af, at kommunerne Danderyd, Lidingö, Täby og Vallentuna indgik i den tidligere Södra Roslags retskreds (siden april 2007 en del af Attunda domsaga).
De største øer i Roslagen er Gräsö, Singö og Väddö. Norrtälje kaldes nogle gange for Roslagens hovedstad. Andre større byer i Roslagen er Hallstavik, Rimbo, Vaxholm, Åkersberga, Älmsta, Öregrund og Östhammar.

## Historie
Roslagens tidligere navn, Roden, er meget gammelt og benævner kystlandskabets yderste dele i Svitjod og strandlandskabet helt ind til Mälaren, til tider også kysten helt ned til Östergötland og videre ned til Sankt Anna skærgård.
Stednavnet Roslagen er opstået i 1400-tallet ved en sammenlægning af ordene "Roden" og "skeppslag" (sidstnævnte var Rodens administrative inddeling). Roden betyder kystfolk, dem der ror.
På Håkanstenen ved Hovgården på Adelsö nævnes bryden Tolir som Bryde i Roden. I den middelalderlige Östgötalagen nævnes også jarls bryde i Rodens bo. I skriftlige kilder nævnes Roslagen første gang i 1493.
Mange historikere mener, at Roslagen kan have lagt navn til et svensk folkeslag ruserne og også Kievriget, som på russisk hedder Rus, nu Rossija, det vil sige Rusland. Svarende til at Sverige hedder Ruotsi på finsk og Rootsi på estisk.